# 广西棱蜥
广西棱蜥为石龙子科棱蜥属的爬行动物。在中国大陆，分布于广西等地，其标本采集自高山混杂林地区以及发现于倒伏的腐朽树木下。该物种的模式产地在广西武鸣大名山。
其种加词“guangxiensis”意为“广西的”。
2021年，在中国湖南省洪江市雪峰山发现了广西棱蜥的一个亚种洪江亚种（Tropidophorus guangxiensis hongjiangensis）。

## 保护
本种于2023年被收录入《有重要生态、科学、社会价值的陆生野生动物名录》。